# 22 Dywizja Pancerna (III Rzesza)
22 Dywizja Pancerna (niem. 22. Panzer-Division) – niemiecka dywizja pancerna z okresu II wojny światowej

## Historia
Dywizja została sformowana w okupowanej Francji rozkazem z 25 września 1941 z 204 pułku pancernego i nowo utworzonych dwóch pułków strzeleckich. Została wyposażona w czołgi PzKpfw 38(t) zdobyte w Czechosłowacji i była ostatnią niemiecką dywizją pancerną wyposażoną w te czołgi. Stacjonowała na terenie okupowanej Francji i wchodziła w skład 7 Armii Grupy Armii D.
W marcu 1942 roku została przerzucona na front wschodni i włączona w skład Grupy Armii „Południe. Początkowo znajdowała się w odwodzie, dopiero w maju 1942 roku skierowana na front, walczyła na Krymie, a następnie nad Donem. 
W listopadzie 1942 roku włączona do XLVIII Korpusu Pancernego w składzie nowo utworzonej Grupy Armii „Don” i w jej składzie w grudniu 1942 roku brała udział w próbie odblokowania wojsk niemieckich otoczonych w Stalingradzie. Walcząc od grudnia do lutego 1943 roku poniosła ciężkie straty i praktycznie przestaje istnieć. Z dywizji uratował się jedynie 129 pułk grenadierów pancernych. 
W marcu 1943 roku z resztek dywizji utworzono Grupę Bojową Burgsthaler (Kampfgruppe Burgsthaler), która walczyła w składzie 6 Dywizji Pancernej. Ostatecznie jednak 7 kwietnia 1943 roku rozwiązano również tę grupę a 129 pułk grenadierów pancernych włączono w skład 15 Dywizji Grenadierów Pancernych.

## Oficerowie dowództwa dywizji
Dowódcy dywizji
- gen. por. Wilhelm von Apell (1941 – 1942)
- gen. por. Hellmut von der Chevallerie (1942)
- gen. por. Eberhard Rodt (1942 – 1943)

## Skład
1942
- 204 pułk pancerny (Panzer-Regiment 204)
- 22 Brygada Strzelców (Schützen-Brigade 22)
  - 129 pułk strzelców (Schützen-Regiment 129)
  - 140 pułk strzelców (Schützen-Regiment 140)
  - 24 batalion motocyklowy (Kradschützen-Bataillon 24)
- 140 pułk artylerii (Artillerie-Regiment 140)
- 22 pancerny batalion rozpoznawczy (Panzer-Aufklärungs-Abteilung 22)
- 140 dywizjon przeciwpancerny (Panzerjäger-Abteilung 140)
- 50 batalion pionierów (Pionier-Bataillon 50)
- 140 batalion łączności (Nachrichten-Abteilung 140)

1942 (front wschodni)
- 204 pułk pancerny (Panzer-Regiment 204)
- 129 pułk grenadierów pancernych (Panzer-Grenadier-Regiment 129)
- 140 pułk grenadierów pancernych (Panzer-Grenadier-Regiment 140)
- 140 pułk artylerii pancernej (Panzer-Artillerie-Regiment 140)
- 140 pancerny batalion rozpoznawczy (Panzer-Aufklärungs-Abteilung 140)
- 289 dywizjon artylerii przeciwlotniczej (Heeres-Flak-Artillerie-Abteilung 289)
- 150 dywizjon przeciwpancerny (Panzerjäger-Abteilung 150)
- 140 pancerny batalion pionierów (Panzer-Pionier-Abteilung 140)
- 140 pancerny batalion łączności (Panzer-Nachrichten-Abteilung 140)